# Kontestacja
Kontestacja (fr. contestation – spór, negacja; od łac. contestari protestować) – sprzeciw, najczęściej przeciwko systemowi społecznemu i politycznemu, wyrażany publicznie poprzez wypowiedzi i zachowanie. Wypowiedzi kontestujące mogą mieć charakter werbalny lub pozawerbalny, np. poprzez sztukę. Kontestacja jest skrajnym przeciwieństwem konformizmu.
Termin ewoluował z łacińskiego contestor, contestari, oznaczającego potwierdzenie, odwołanie się do świadectwa wyższej instancji, poprzez francuskie contestation – zakwestionowanie, spór, negację. Współcześnie termin łączy w sobie oba znaczenia. Kontestacja jest zaprzeczeniem i potwierdzeniem wartości, w imieniu których kontestator podważa rzeczywistość zastaną.  

## Rodzaje kontestacji

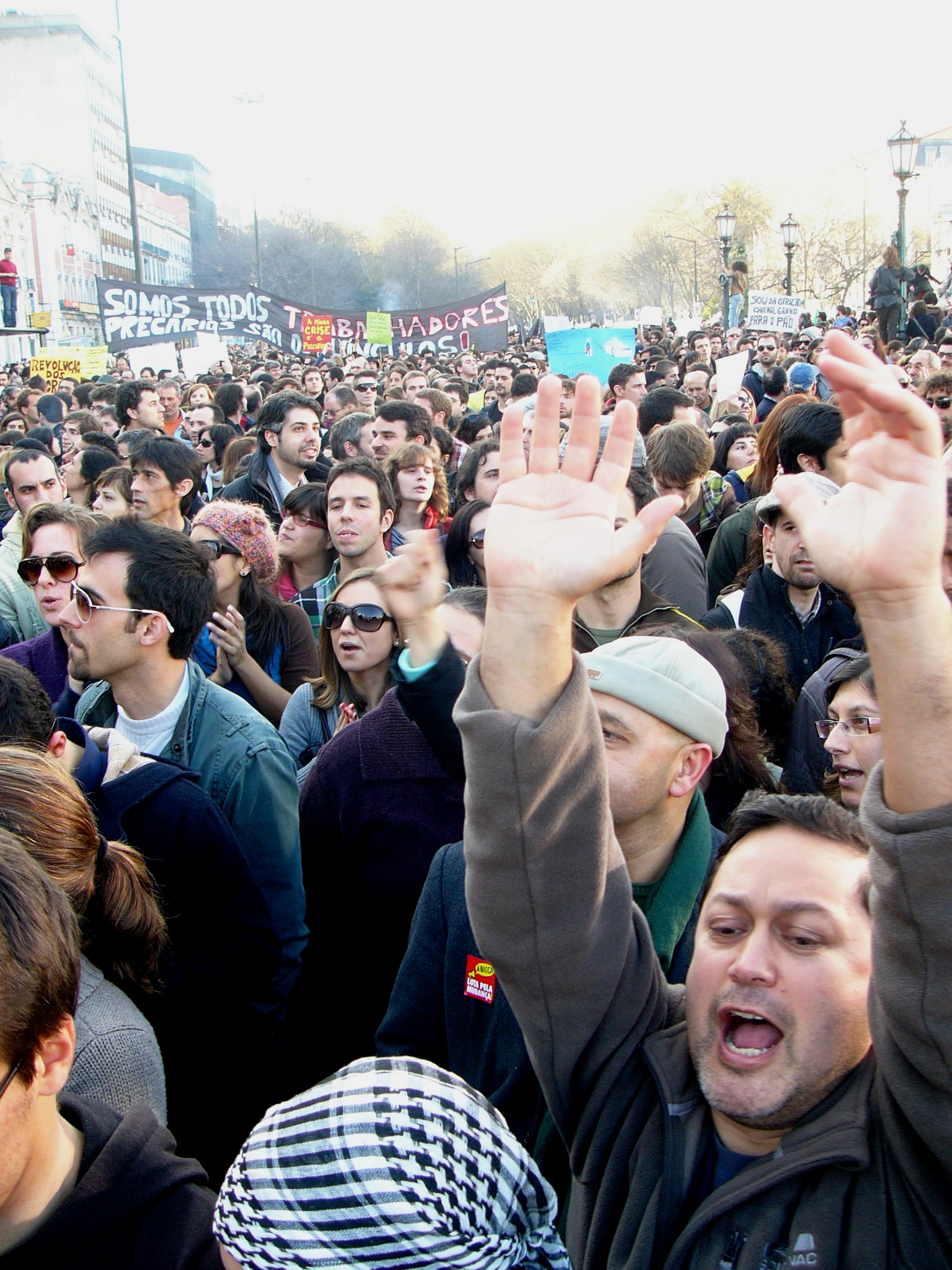
Protest "bezpartyjnego, świeckiego, pokojowego" ruchu zwanego "Geração à Rasca" (w wolnych tłumaczeniach: pokolenie w kłopocie, pokolenie desperacji, pokolenie ledwo wiążących koniec z końcem), Lizbona, 12 marca 2011

### Kontestacja polityczna
Ten rodzaj kontestacji polega na krytykowaniu rządzących i ich działań, aż do podważania ich mandatu do sprawowania władzy. W zależności od systemu politycznego i zakresu oraz sposobu działania, kontestatorów politycznych można podzielić na 
- opozycjonistów (legalnych bądź nie), np. skupionych w opozycyjnych partiach,
- rewolucjonistów dążących do zmiany ustroju politycznego (np. wojna domowa w Libii (2011)),
- anarchistów próbujących zniszczyć struktury państwa,
- terrorystów, którzy zastraszaniem chcą osiągnąć doraźne cele polityczne.

Przykładem ruchu kontestacji politycznej była Solidarność, mająca w różnych okresach charakter legalnej pozaparlamentarnej bądź nielegalnej opozycji o celach rewolucyjnych. Przez władze PRL oceniana była, szczególnie na początku, jako ruch anarchistyczny.

### Kontestacja religijna
Pojawia się w ramach określonej religii i przejawia się w negowaniu obowiązującej doktryny lub stosowanych praktyk. Przykładami kontestatorów religijnych mogą być Marcin Luter i Jan Kalwin. Kontestatorami nazywa się odstępców, członków sekt, kacerzy (od montanistów, arian, manichejczyków, waldensów, katarów, husytów do mennonitów), purytanów, kwakrów, mormonów, shakerysów i amiszów.

### Kontestacja ekonomiczna
Jej celem jest wykazanie anachronizmu i wymuszenie zmian w zakresie organizacji produkcji, technologii lub podziału dóbr. Kontestacji ekonomicznej towarzyszy zwykle kontestacja polityczna i społeczna. Formy działania stosowane przez kontestatorów ekonomicznych to: strajk, sabotaż, bojkot.

### Kontestacja społeczna
Celem jej jest zmiana stosunków społecznych, a w szczególności:
- zniesienie dominacji jednych warstw społecznych nad innymi,
- zniesienie przywilejów zastrzeżonych dla określonych grup społecznych.

Przejawem tego rodzaju kontestacji była dziewiętnastowieczna koncepcja socjalizmu stworzona przez Marksa i Engelsa.

## Postawy kontestacyjne
Ze względu na zakres działania wyróżnia się kontestacje:
- bierną – polegającą na wyrażeniu swojego stosunku do kontestowanych struktur; przybiera często formę alienowania się, ucieczki (np. w narkotyki),
- czynną – polegającą na podejmowaniu działań, mających na celu zmianę istniejących struktur.

W zależności od postawionych celów, okoliczności społeczno-politycznych i osobowości kontestatora postawy kontestacyjne mogą przybierać różne formy:
- odstępstwo od powszechnie przyjętych zasad,
- działanie skierowane przeciwko istniejącym normom prawnym, obyczajowym, np. odmowa służby wojskowej,
- sprzeciw wobec istniejących struktur politycznych i społecznych,
- bunt przeciw obowiązującej hierarchii wartości,
- marginalizacja własnych potrzeb,
- demonstracyjne odcięcie się od powszechnie akceptowalnych stylów życia, alienacja – może przejawiać się m.in. poprzez strój, ekscentryczne zachowanie, zarost, brak higieny.

Ta różnorodność postaw powoduje, że kontestatorami mogą być zarówno politycy, prorocy, mistycy, rewolucjoniści, jak i zbrodniarze, maniacy, outsiderzy. 

## Historia pojęcia
Mimo że zachowania kontestacyjne znane były od zawsze, pierwszy raz użyto tego terminu na opisanie ruchu hippisowskiego w latach 60 XX w. Według Palecznego termin ten został wprowadzony w celu uwolnienia się od emocjonalnego i wartościującego nacechowania, od jakiego nie były wolne dawniej stosowane określenia: buntownik, wichrzyciel, wywrotowiec, kacerz, heretyk, anarchista, warchoł i inne podobne.